# Grammostola alticeps
Grammostola alticeps là một loài nhện trong họ Theraphosidae.
Loài này thuộc chi Grammostola. Grammostola alticeps được Mary Agard Pocock miêu tả năm 1903.